# 後藤綾太
後藤 綾太（ごとう りょうた、1994年6月15日 - ）は、元テレビ長崎・佐世保支局勤務のアナウンサー・記者である。

## 来歴
長崎県壱岐市出身。2017年に入社。入社直接は、ニュース班（報道部）に所属し、主にリポーターを中心に活動していた。
2019年4月から、ヨジマル!班（製作部）に移動となり、ヨジマル!メインキャスター・司会を担当。2021年4月、佐世保支局に赴任。2022年7月、福岡支社に赴任。

## 出演番組
- 番組広報番組「はっちゃ!KTN」
- KTNニュース（佐世保支局からの記者レポートなど）

### 過去の担当番組
- KTN みんなのニュース
- KTNプライムニュース

どちらとも、リポーターを中心に活動。
- ヨジマル!
- マルっと!（火曜）

## 外部サイト
- KTNアナウンサーズ・後藤綾太
- 後藤綾太ブログ